# 5-ös főút (Magyarország)
Az 5-ös főút Budapest, Kecskemét, Szeged és Röszke közt húzódik.

## Története

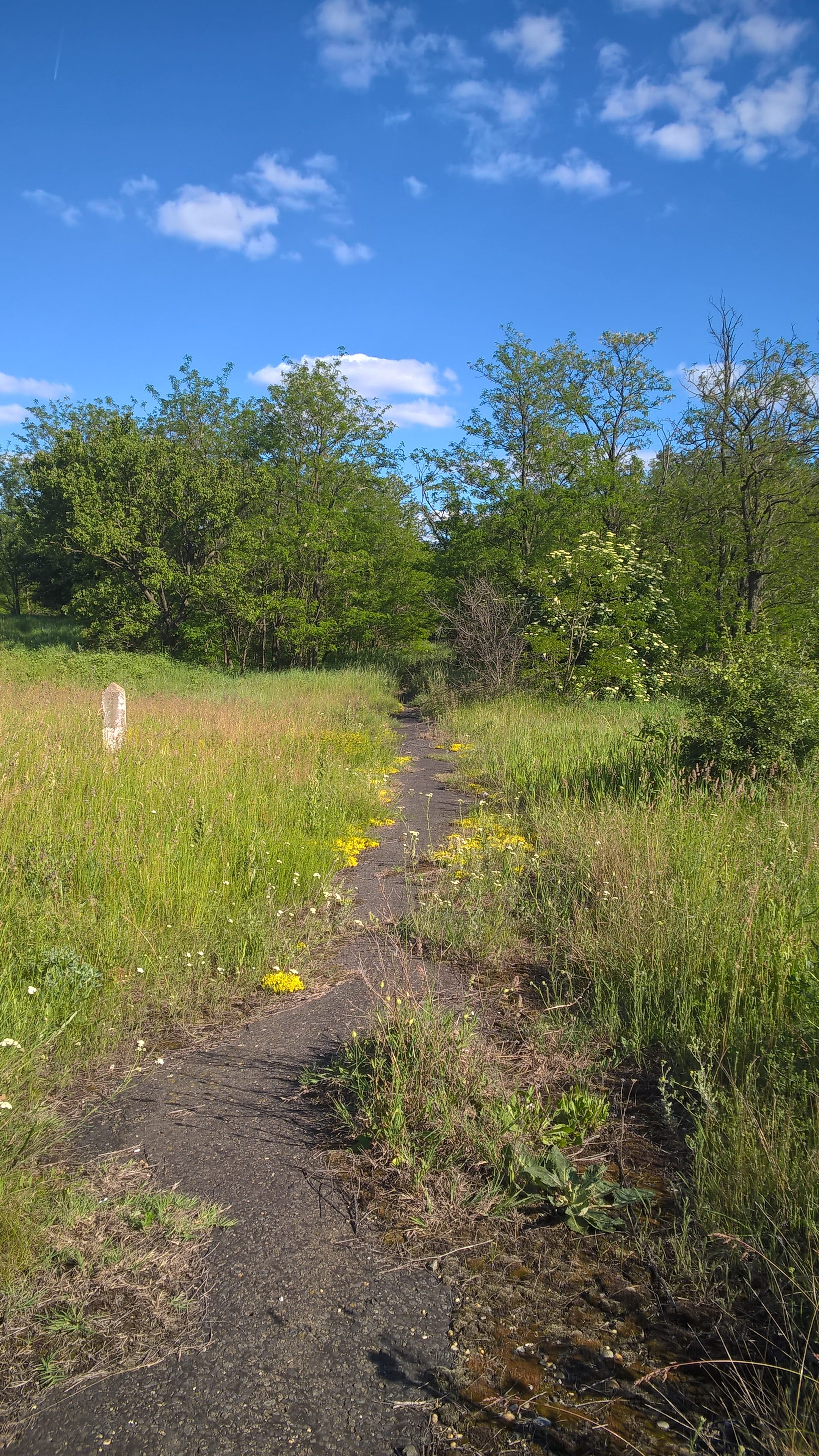
Az 1930-as évek óta felhagyott szakasz növényekkel benőtt burkolata a 48-as km közelében

A mai 5-ös út vonala az egyik legrégebbi közlekedési főirány az Alföldön. Az út Magyarország politikai és gazdasági központját nagyrészt az árvizektől mentes kiskunsági homokhátságon át köti össze a Tisza egyik legfontosabb átkelőhelyével, Szegeddel. Ez a közlekedési főirány már az ország korai történetében kialakult, a 13. századi iratok az Ócsa–Örkény–Kecskemét–Szeged útvonalat Via Magnaként (nagy út, főbb út) említik. A későbbi forrásokban főként szegedi út néven található. Nyomvonala a történelmi időkben többször is áthelyeződött, ezen eltolódások a történelmi térképeken jól követhetőek. Az 1784-ben befejeződött Első katonai felmérés lapjain – természetesen még szám nélkül – már szerepel a Pest–Kecskemét–Szeged útvonal. A 18. század végén a nyomvonal még a Soroksár–Ócsa–Örkény–Kecskemét nyomvonalon húzódott. Ezen történelmi nyomvonal nem változott meg a Harmadik katonai felmérés (1869) idejére sem.
Az 1930-as években került sor az út modern országúttá történő kiépítésére. Ekkor került át az Alsónémedi–Sári-Dabas–Örkény nyomvonalra. (A régi műút azóta a 4604-es számú mellékútként üzemel.) A Budapest és Kecskemét közötti útszakaszt 1934-ben, a Budapest–Belgrád nemzetközi főút részeként nyitották meg. A Gyón környéki nyílegyenes szakasz a következő évtizedben a korszak rangos nemzetközi megmérettetésének számító gyorsulási versenyeknek adott helyet. A pálya több mint 5 km hosszú egyenes, vízszintes betonútszakaszán, Hans Stuck autóversenyző 1934-ben 321 km/h sebességgel világrekordot ért el. A sebességi világrekordok felállítását hozó korszak emlékét őrzi a 45-ös és 46-os kilométerkő között található étterem, amelyet a versenyekre érkező vendégek ellátására építettek az 1930-as években. (A helyi hagyomány szerint az étterem pontosan a London–Isztambul út felezőpontjánál fekszik.) Itt szenvedett halálos balesetet 1938-ban Eric Fernihough brit motorversenyző, amikor motoros sebességi világrekord megdöntését kísérelte meg.
A két világháború között került sor az út első számozására. Mivel a Budapest-Szeged főút a London-Isztambul transzkontinentális útvonal része volt, így észszerűnek tűnt, hogy az útvonal egész magyarországi szakaszát egységesen, egy számmal jelöljék. Ezért 1935-ben közzétett első tervezetében a Közlekedési Minisztérium az utat 1-es számmal, a Budapest-Bécs út folytatásaként jelölte meg. Az 1936 januárjában bevezetett végleges számozási rendszerben szerepelt az út először 5-ös országútként. [Más adat szerint már a kereskedelem- és közlekedésügyi miniszter 70 846/1934. számú rendelete 5-ös útszámozással nyilvánította elsőrendű főúttá. Az országúton 1936-1937 között szerelték fel az 5-ös számtáblákat. További érdekesség, hogy 1936-ban ezen az úton haladt végig a berlini olimpiai játékokra tartó olimpiai fáklya magyarországi útja.
A második világháború idején, az első és második bécsi döntések utáni időszakban szükségessé vált a meghosszabbítása a jelentős kiterjedésű délvidéki területeken, Szabadka érintésével Újvidékig.
Egy dátum nélküli, feltehetőleg 1950 körül (de még Nagy-Budapest megalakítása előtt) készült közúthálózati térkép lényegében a teljes mai hosszában elsőrendű főútként és a jelenlegivel egyező útszámmal szerepelteti.
1950-ben először jelölték meg a transzeurópai közúti hálózat egyik legfontosabb elemének, az E5-ös út részének.
A Boráros tér és a Közvágóhíd közötti szakasszal kezdődött el a Soroksári út kiszélesítése, (először) irányonként két forgalmi sávosra, amely 1966-1968 között tartott. A Közvágóhídnál 1973-ban készült el a Kvassay Jenő út torkolata a Ráckevei HÉV Duna felőli oldalra áthelyezett végállomásával. Az 1970-es évek elején kezdődött el az E5-ös főutat keresztező szintbeni vasúti átjárók felszámolásának és a dél-pesti szakasz kiszélesítésének szisztematikus programja: A Soroksári út folytatásaként a pesterzsébeti Helsinki út 1976-1980 között épült ki irányonként három forgalmi sávosra. Ekkor készült el a Csepeli átjáró felüljárója a Gubacsi híd és a Topánka utca között. Az 1970-ban elkészült, irányonként egy forgalmi sávos Nagysándor József utcai felüljáró helyett 1989-ben irányonként két sávos kapacitású felüljáró épült. Soroksáron a Haraszti út - Templom utcai elágazásnál (GOH csomópont) a HÉV vágányai felett átívelő Grassalkovich úti felüljáró 1974-1976 között épült. A Budapest–Kelebia-vasútvonal felett átívelő Ócsai úti felüljáró korábban, 1972-1974 között épült. A Helsinki út folytatásaként a Grassalkovich út kiszélesítése irányonként két forgalmi sávval 1979-re készült el.
1974 végén készült el Kecskemét déli részén a Kiskunfélegyházi út Budapest–Kecskemét-vasútvonal és Fülöpszállás–Kecskemét-vasútvonal felett átívelő felüljárója. Ekkor került át a főút nyomvonala a Szegedi útról a Kiskunfélegyházi útra, illetve ekkor helyezték ki az 5-ös utat Kecskemét belvárosából a körútra. 1976-ban adták át Szeged-Rókuson a Szeged–Kötegyán-vasútvonal fölött az Izabella-hidat.
Az 1980-as évektől az M5-ös autópálya kiépülésével az 5-ös főút fokozatosan elveszítette nemzetközi jelentőségét. Azokat a szakaszokat, amelyekkel párhuzamosan az M5-ös autópálya már kiépült, másodrendű főúttá minősítették és a korszak szokásainak megfelelően átszámozták. Az 5-ös Budapest és Örkény közötti szakaszából 1985-ben lett 50-es főút, ugyanezt a számot kapta 1989-ben a Kecskemét-Észak autópálya-csomópont és Örkény, illetve 1997-ben a Kecskemét-Észak és a 44-es út közötti szakasz is. (Az 50-essé visszaminősült szakaszok természetesen kikerültek az európai úthálózat rendszeréből is.) Az út északi szakaszát 1999. január 1-jén „számozták vissza” 5-ös úttá.
Az M5-ös autópálya Örkény és Kecskemét-Észak közötti szakaszának kiépítésével egy időben irányonként két sávossá bővítették a Kecskemét és a Kecskemét-Észak autópálya-csomópont közötti szakaszt. Ez mindmáig az út egyetlen irányonként két sávos külterületi szakasza. Az 5-ös főút utoljára az 1990-es években kapott főszerepet az ország közlekedésében. Az M5-ös autópálya privatizációjakor az AKA Zrt. az útdíjat olyan magasan állapította meg, hogy az addig autópályán haladó tranzitforgalom túlnyomó része visszatért az 5-ös útra. A napi 14 000 egységjárműnyi terhelés messze meghaladta az út kapacitását, a vele érkező zaj- és légszennyezés okozta környezetterhelés kiváltotta az út menti települések lakosságának elégedetlenségét. A megnövekedett forgalom indokolta a Budapest és Kecskemét közötti útszakasz műszaki fejlesztését. Ekkor kezdtek el kiépülni a sebességet lassító körforgalmak (az első a lajosmizsei elkerülő úton készül el) és a jelzőlámpás csomópontok. A Pest megyei szakasz tranzitforgalmi szerepe véglegesen 2003-ban szűnt meg, amikor az M5-öst az országos díjfizetési rendszer részévé tették. Az 5-ös út európai szerepkörétől 2006. március 11-én búcsúzott el véglegesen, amikor az M5-ös párhuzamos szakaszának megnyitásával az E75-ös útvonal Szeged és Röszke között is az autópályára került át.
Az M5-ös autópálya 2006 márciusi megnyitásakor az 5-ös főút röszkei határátkelője bezárt, ettől kezdve 9 éven át az úton nem volt lehetséges Szerbia felé átlépni a határt. A régi határátkelőhely újranyitását a helyiek többször is szorgalmazták, így 2015 nyarán a határátkelő újra megnyílhatott. 2015. szeptember 16-án az európai migrációs válság miatt a hatóságok ideiglenesen ismét lezárták.
A 1595/2023. (XII. 21.) Korm. határozat a Szeged Ipari Park közcélú infrastrukturális fejlesztésének támogatásáról és a szükséges források biztosításáról 46 milliárd forintot biztosított a Szeged Ipari Park közúti közlekedési kapcsolatainak és egyéb infrastruktúrájának fejlesztésére a BYD szegedi autógyárának létesítéséhez kapcsolódóan. Ez tartalmazza többek között az 5-ös főút 2×2 sávra bővítését az M43-as autópálya és az ELI-ALPS lézeres kutatóközpont körforgalom között, párhuzamos kerékpárúttal, közvilágítással.

## Érintett települések
- Budapest
- Alsónémedi
- Felsőbabád (Ócsa)
- Dabas
- Hernád
- Örkény
- Táborfalva
- Felsőlajos
- Lajosmizse
- Kecskemét
- Városföld
- Kiskunfélegyháza
- Kistelek
- Balástya
- Szeged
- Röszke

## Műszaki kiépítettség

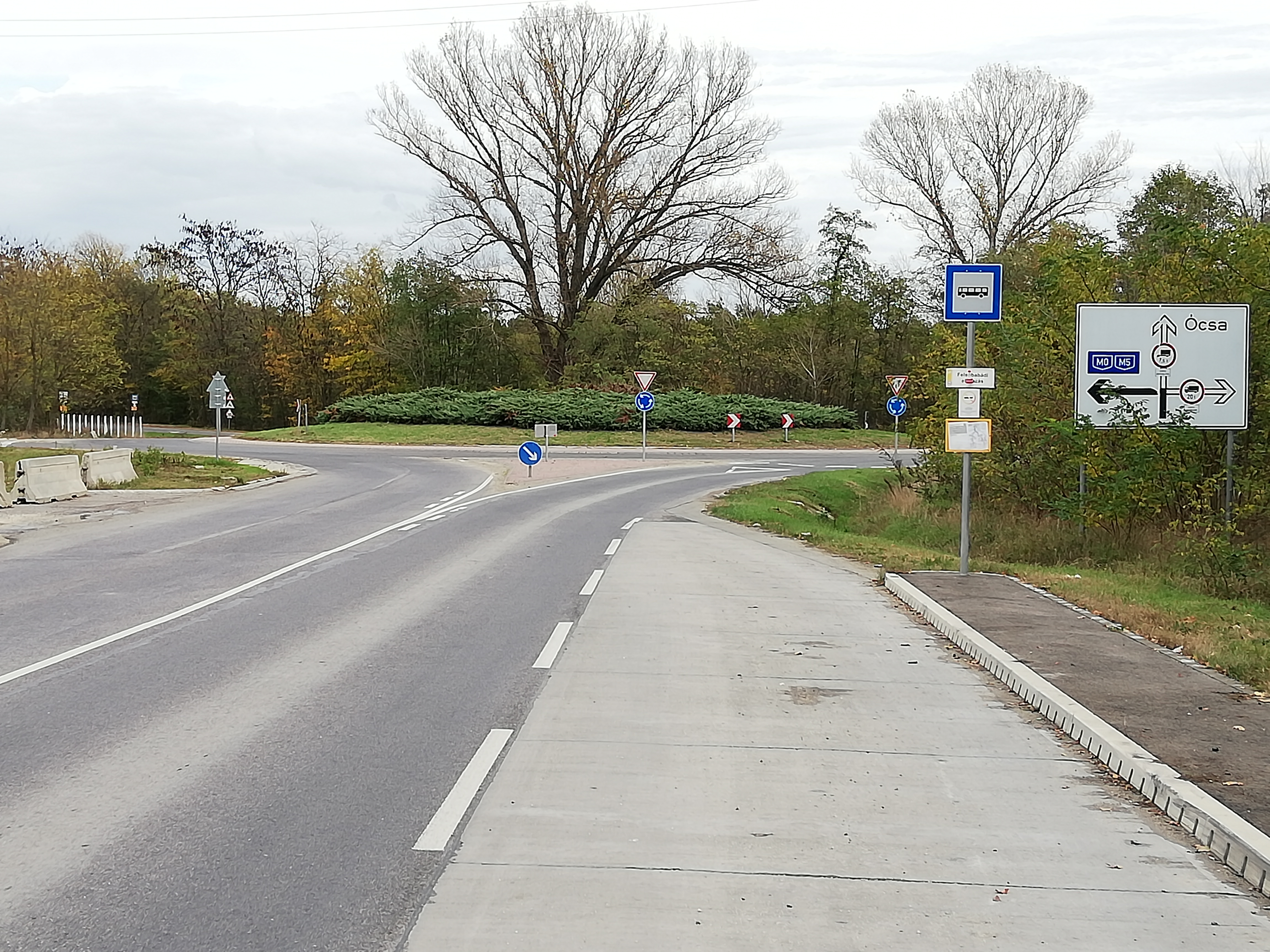
A Bugyira vezető 52 104-es út és az 5-ös főút körforgalmú csomópontja

Az 5-ös út nem keresztez egyetlen nagyobb domborzati formát vagy vízfolyást sem, így nem igényelte jelentős infrastrukturális elemek létrehozását sem. A legjelentősebb létesítmények a fontosabb vasútvonalak keresztezésében létrehozott felüljárók. Az út szintben keresztezi Táborfalvánál a Fenyves-iparvágányt, Felsőlajosnál a 142-es, Kiskunfélegyházánál a csongrádi és lakiteleki vonalat, illetve Szeged nyugati részén a 140-es fővonalat.
Az országutat nagyszámú körforgalom tagolja, 2012-ben 22 ilyen működött az úton. A körforgalmi csomópontokat az 1990-es években kezdték építeni, mivel azok olcsóbbak voltak a jelzőlámpás kereszteződéseknél és a gépjárművek folyamatos áramlását tették lehetővé. Körforgalmakkal oldották meg a városokat elkerülő főutak csatlakoztatását és a városok peremén épült bevásárlóközpontok, gyárak üzemi útjainak csatlakoztatását is. A legnagyobb kapacitású körforgalmi csomópont a szegedi Rókusi körút kereszteződése, amelyet 2011-ben alakítottak ki.

## Jelentősebb természeti értékek, védett építészeti értékek az út mentén
- Ócsai Tájvédelmi Körzet
- Péteri-tói madárrezervátum
- Fehér tói madárrezervátum
- Szent Lipót templom - Örkény katolikus temploma
- Szent Lajos templom
- Tanyacsárda
- Kecskemét, Nagykörút (Teljes hossza helyi védelem alatt)
- Kiskunfélegyháza (Csaknem a teljes belvárosi szakasz műemléki és helyi védelem alatt), Kiskunfélegyházi városháza
- Kisteleki katolikus templom
- Balástyai katolikus templom
- Szegedi Ruhagyár tűztornya
- Szent Rókus-templom - Rókus városrész temploma, az első robbantásos merényletkísérlet helyszíne Magyarországon
- Szegedi I. Kórház épületei
- Munkásotthon (Szeged) - A Szegedi Munkásotthon
- Szeged, Moszkvai körút épületei (helyi védelem alatt)
- Maty-éri evezőscentrum

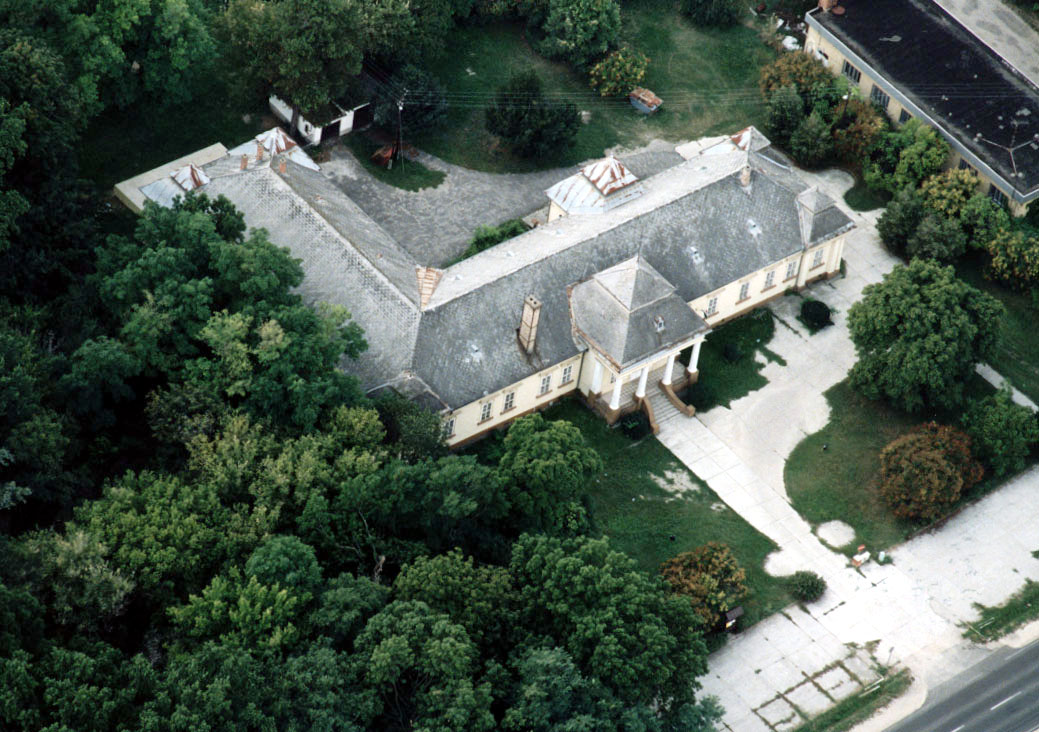
Az örkényi Pálóczy-Horváth-kastély az 5-ös útra néz
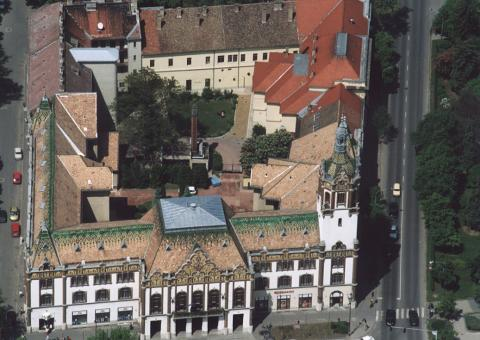
Városháza az 5-ös út mellett Kiskunfélegyházán
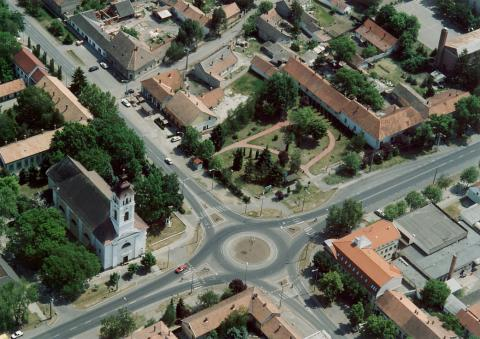
Kistelek központja
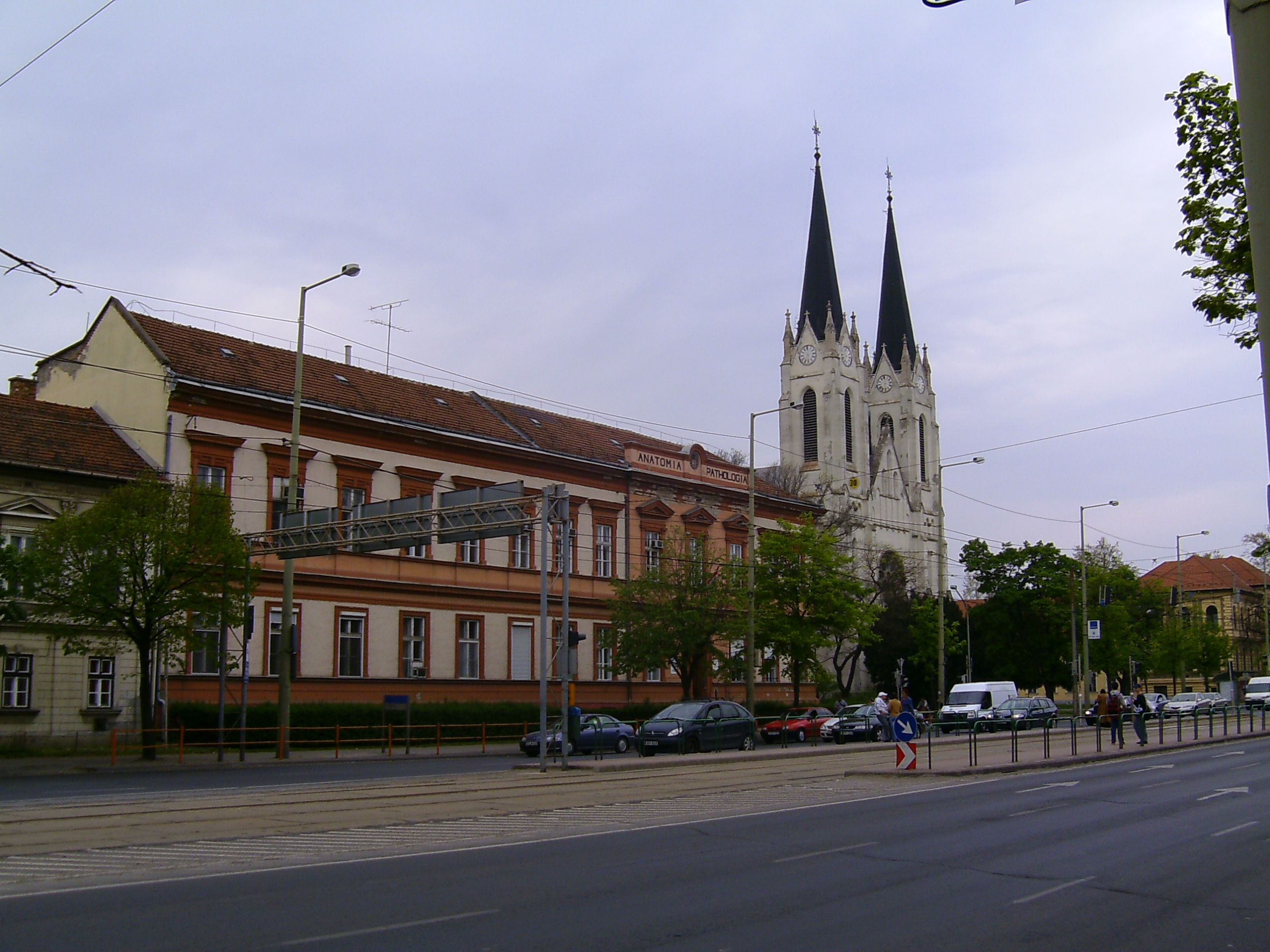
Szegeden a Szent Rókus templom és az Anatómia előtt

Az 5-ös főút mellett az elmúlt évtizedekben többször is ültettek platánfákat. Napjainkban is hosszú platánsorok kísérik az utat Alsónémedi és Kistelek határában, illetve Lajosmizse belterületén. Az 5-ös út mellett szinte végig megfigyelhető az Dél-Alföld településhálózatára gyakran jellemző, hatalmas kiterjedésű tanyavilág. A tanyai emberek tevékenységét fóliasátrak, dűlőutak, út menti feszületek sokasága jelzi.